# Aller, Tyskland

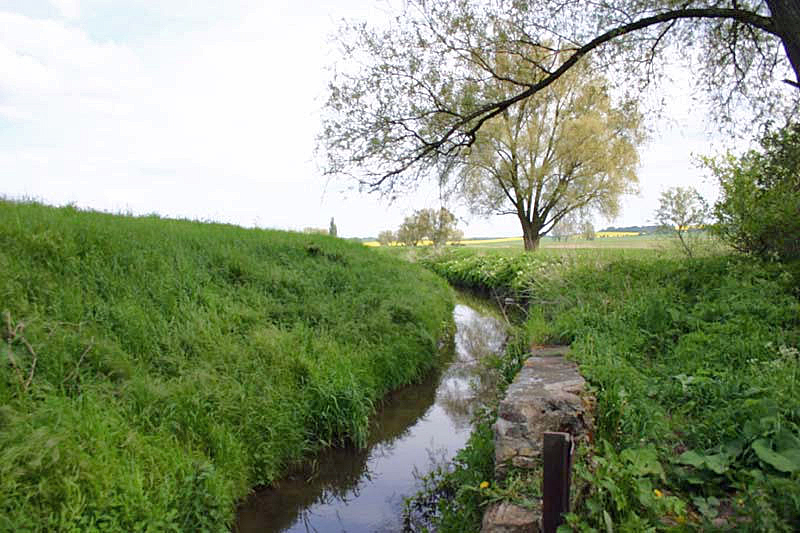
Aller vid Wefensleben, ungefär 10 kilometer från flodens källa.

Aller är en 263 km lång flod i Tyskland. Flodkällan är belägen nära Magdeburg i Sachsen-Anhalt. Aller rinner huvudsakligen åt nordväst och faller ut i Weser söder om Bremen. Avrinningsområdet är 15 744 km², medelflödet vid mynningen 126 m³/s. Aller är Wesers största biflöde. Allers största biflöde är i sin tur Leine.